# Almost Human (serial telewizyjny)
Almost Human – amerykański, kryminalny serial telewizyjny z elementami science fiction, wyprodukowany przez Bad Robot Productions oraz Warner Bros. Television. Twórcami serialu są J.H. Wyman oraz J.J. Abrams. 9 maja 2013 roku Fox zamówiła serial na sezon telewizyjny 2013/14. Serial miał swoją premierę 17 listopada 2013 roku na Fox. 30 kwietnia 2014 roku stacja FOX anulowała produkcję serialu.
W Polsce serial jest emitowany od 12 września 2014 roku przez stację AXN.

## Fabuła
Akcja serialu dzieje się w 2048 roku, gdzie każdy policjant współpracuje z zaawansowanym androidem.

## Obsada
- Karl Urban jako detektyw John Kennex[5]
- Michael Ealy jako DRN-0167 „Dorian”[6]
- Minka Kelly jako Valerie Stahl, detektyw[7]
- Mackenzie Crook jako Rudy Lom, projektant oddziałów robotów w policji[8]
- Michael Irby jako Richard Paul, detektyw[8]
- Lili Taylor jako Sandra Maldonado, kapitan[9]

## Role drugoplanowe
- John Larroquette jako Nigel[10]

## Odcinki
| N/o | Tytuł              | Reżyseria      | Scenariusz                      | Premiera (Fox)    | Premiera (AXN)       |
| --- | ------------------ | -------------- | ------------------------------- | ----------------- | -------------------- |
| 1   | Pilot              | Brad Anderson  | J.H. Wyman                      | 17 listopada 2013 | 12 września 2014     |
| 2   | Skin               | Michael Offer  | Cheo Hodari Coker               | 18 listopada 2013 | 19 września 2014     |
| 3   | Are You Receiving? | Larry Teng     | Justin Doble                    | 25 listopada 2013 | 26 września 2014     |
| 4   | The Bends          | Kenneth Fink   | Daniel Grindlinger              | 2 grudnia 2013    | 3 października 2014  |
| 5   | Blood Brothers     | Omar Madha     | Cole Maliska                    | 9 grudnia 2013    | 10 października 2014 |
| 6   | Arrhythmia         | Jeff T. Thomas | Alison Schapker                 | 16 grudnia 2013   | 17 października 2014 |
| 7   | Simon Says         | Jeannot Szwarc | Alison Schapker                 | 6 stycznia 2014   | 24 października 2014 |
| 8   | You Are Here       | Sam Hill       | J.H. Wyman & Naren Shankar      | 13 stycznia 2014  | 31 października 2014 |
| 9   | Unbound            | Jeffrey Hunt   | Graham Roland                   | 3 lutego 2014     | 7 listopada 2014     |
| 10  | Perception         | Mimi Leder     | Sarah Goldfinger                | 10 lutego 2014    | 14 listopada 2014    |
| 11  | Disrupt            | Thomas Yatsko  | Sarah Goldfinger                | 17 lutego 2014    | 21 listopada 2014    |
| 12  | Beholder           | Fred Toye      | Chris Downey & Joe Henderson    | 24 lutego 2014    | 28 listopada 2014    |
| 13  | Straw Man          | Sam Hill       | Alison Schapker & Graham Roland | 3 marca 2014      | 5 grudnia 2014       |